# Hip Interactive
Hip Interactive était une société d'édition canadienne de jeux vidéo. Fondée en 1995, la société ferme ses portes en 2005,.

## Jeux édités
- 2002 : CT Special Forces
- 2002 : Tennis Masters Series 2003
- 2003 : CT Special Forces: Back to Hell
- 2004 : Jackie Chan Adventures
- 2004 : Le Tour du monde en 80 jours
- 2004 : La Momie
- 2004 : Gadget et Gadgetinis
- 2005 : CT Special Forces: Fire for Effect
- 2005 : Stolen
- 2006 : Rugby Challenge 2006